# Lambert Sustris

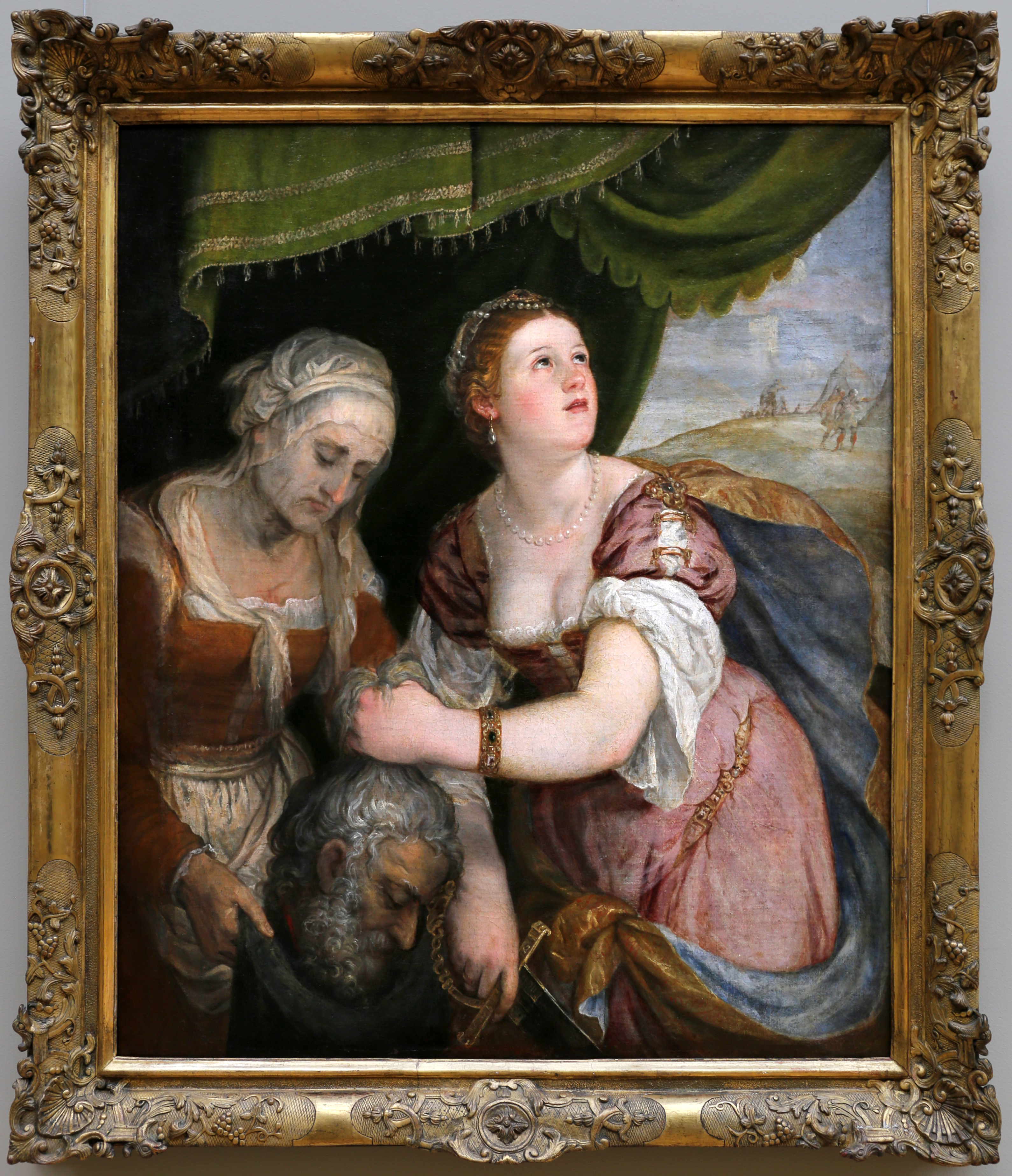
Judith mit dem Haupt des Holofernes (1548–51), Palais des Beaux-Arts, Lille

Lambert Sustris (* um 1515 in Amsterdam; † unbekannt, vielleicht nach 1591 in Venedig) war ein niederländischer Maler, der vor allem in Italien und dort speziell in Venedig tätig war. In Italien war er auch als Alberto de Olanda (Albert aus Holland) bekannt. Lambert Sustris schuf sowohl manieristische mythologische Szenen als auch eindrucksvolle Porträts.

## Leben
Lambert Sustris wurde in Amsterdam geboren. Ausgebildet wurde er wahrscheinlich in Haarlem oder in Utrecht, im Umkreis von Maarten van Heemskerck oder von Jan van Scorel. Dennoch verbrachte er den Großteil seines Lebens in Italien, wohin es ihn schon sehr früh zog. Zunächst ging er in den frühen 1530ern nach Rom. Dort hielt er sich zeitgleich mit Heemskerck auf, bevor er um 1535 nach Venedig zog. Vermutlich bestritt er dort zwischen 1542 und 1544 als Mitglied in der Werkstatt Tizians seinen Lebensunterhalt. Dort spezialisierte er sich auf die Landschaftsmalerei. Es wurde und wird behauptet, er habe an der Landschaft des Gemäldes Tempelgang Mariens von Tizian mitgearbeitet. Der Einfluss der Venus von Urbino wird in seiner Schlafenden Venus (1538–1543, Amsterdam, Rijksmuseum) deutlich.

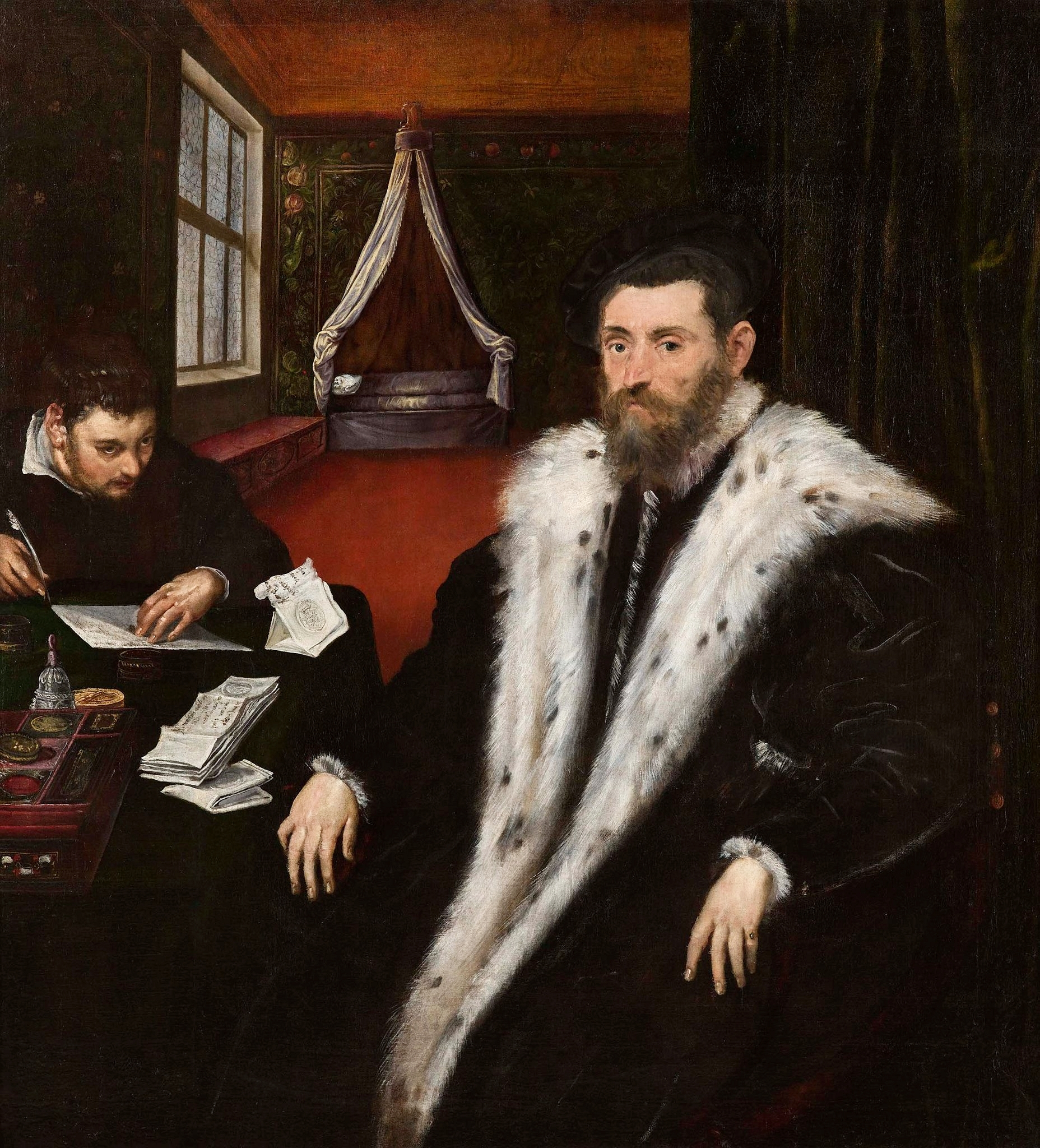
Doppelporträt (um 1540–1545), 130 × 120 cm, Öl auf Leinwand, Fondazione Sorlini (2016 ausgestellt im Nationalmuseum, Warschau)

Nachdem er Nachfolger von Francesco Salviati kennengelernt hatte, nahm er deren eleganten und linearen florentinischen Manierismus in seinen eigenen koloristischen und venezianisch geprägten Stil auf. In den Jahren 1543 bis 1548 taucht er in einigen paduanischen Dokumenten auf, er malte Fresken in Villen in und um Padua. Er schuf dabei eine Reihe eleganter, klassischer Szenen. Giorgio Vasari schrieb ihm beispielsweise das Dekor der Villa Pellegrini zu. Auch die Fresken in der Villa Lurigliano do Torreglia nahe Padua werden ihm neuerdings zugeschrieben. Bei diesen greift er Paolo Veronese vor, indem er große Landschaften mit gemalter Architektur vermischt. Aus dieser Zeit stammt auch die Jungfrau auf dem Thron mit den Heiligen Jérôme und Anton (Padua, Santa Maria in Vanzo), die sich an der Pesaro-Madonna von Tizian orientiert.
1548 hielt sich Sustris, vermutlich zusammen mit Tizian, der damals Hofmaler von Kaiser Karl V. war, auf dem Reichstag in Augsburg auf. Hier entstand eine Reihe von Fugger- und Herrscherporträts, wie das Porträt des Wilhelm IV. von Waldburg-Trauchburg (Bayerische Staatsgemäldesammlung, München). 
Zwischen 1550 und 1551 sollte noch ein zweiter Aufenthalt in Augsburg mit Tizian folgen. Nach diesem Aufenthalten in Deutschland verliert sich Sustris' Spur. Wahrscheinlich kehrte er wieder nach Venedig und Padua zurück. In dieser Zeit wurde er zunehmend von Parmigianino und Andrea Schiavone beeinflusst. Sein Stil entwickelte sich folgerichtig weg von der Klassik hin zu einer manieristischen Ausdrucksweise.
Sowohl der Ort seines Tods als auch sein Todeszeitpunkt sind unbekannt. Die angegebenen Daten unterscheiden sich teilweise um mehr als 30 Jahre. Allgemein angenommen wird jedoch, dass er in Italien verstarb; unklar ist, ob in Padua oder in Venedig.
Sustris hat seinen Sohn Friedrich Sustris in Malerei unterrichtet, jedoch avancierte dieser eher zum Architekten und Baumeister. Außerdem war er ein Lehrer Girolamo Muzianos.

## Bildergalerie

Werke von Lambert Sustris
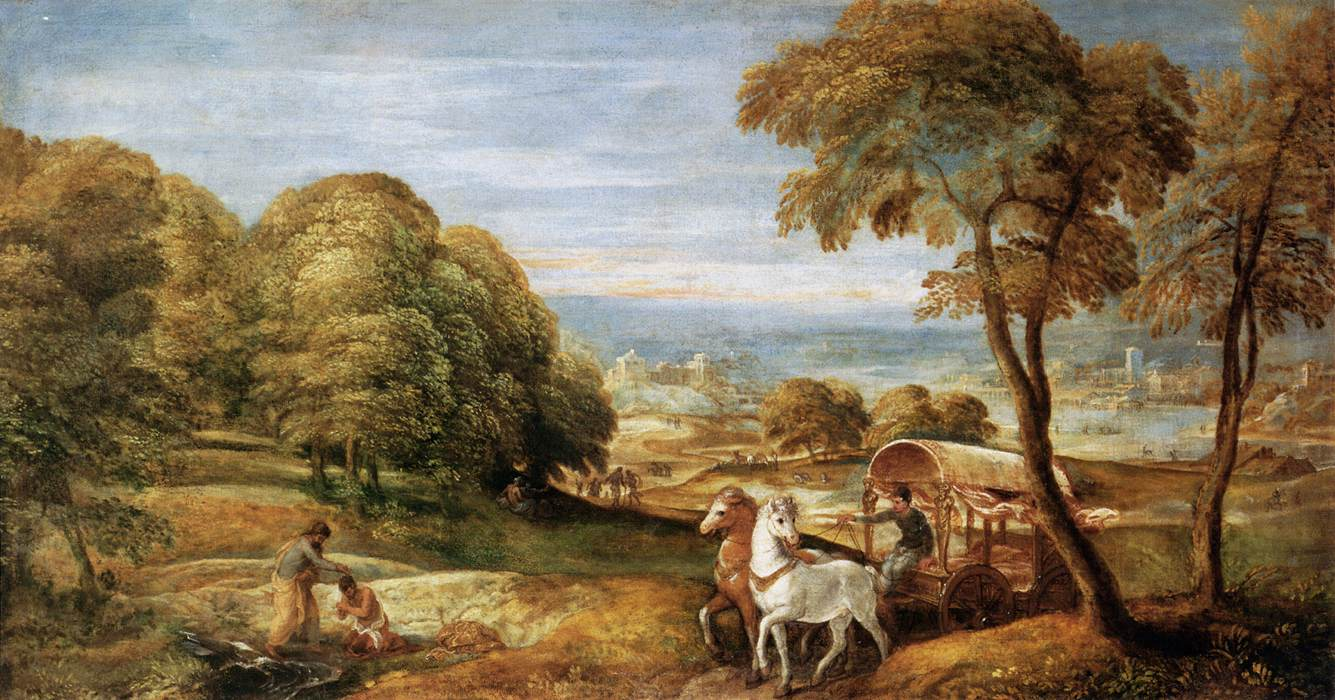
Taufe des äthiopischen Eunuchen durch Philippus (ca. 1545–50), 71 × 132 cm, Öl auf Leinwand, Louvre, Paris
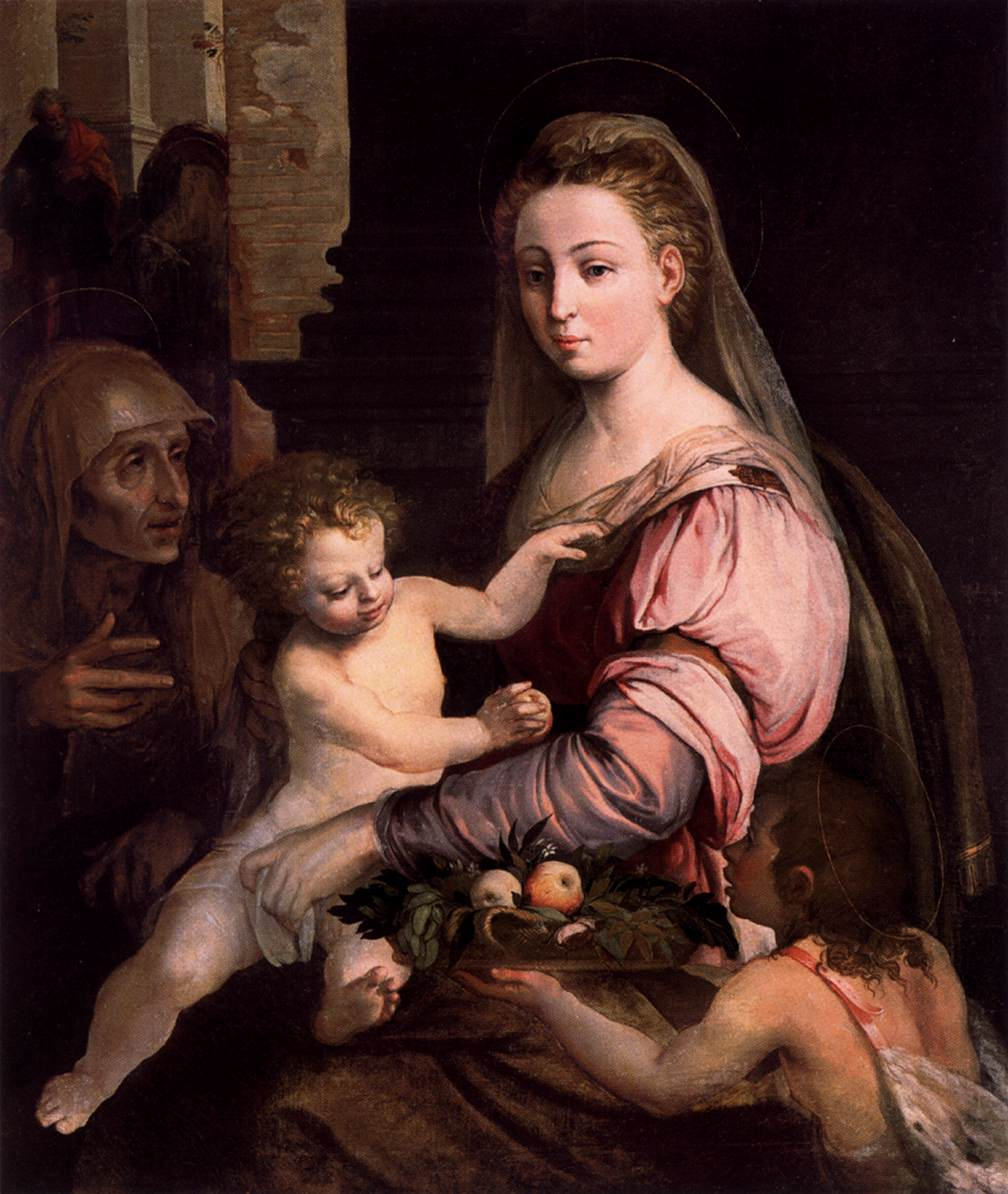
Madonna mit Kind, der hl. Anna und dem kleinen Johannes d. Täufer, Öl auf Leinwand, Galleria Borghese, Rom
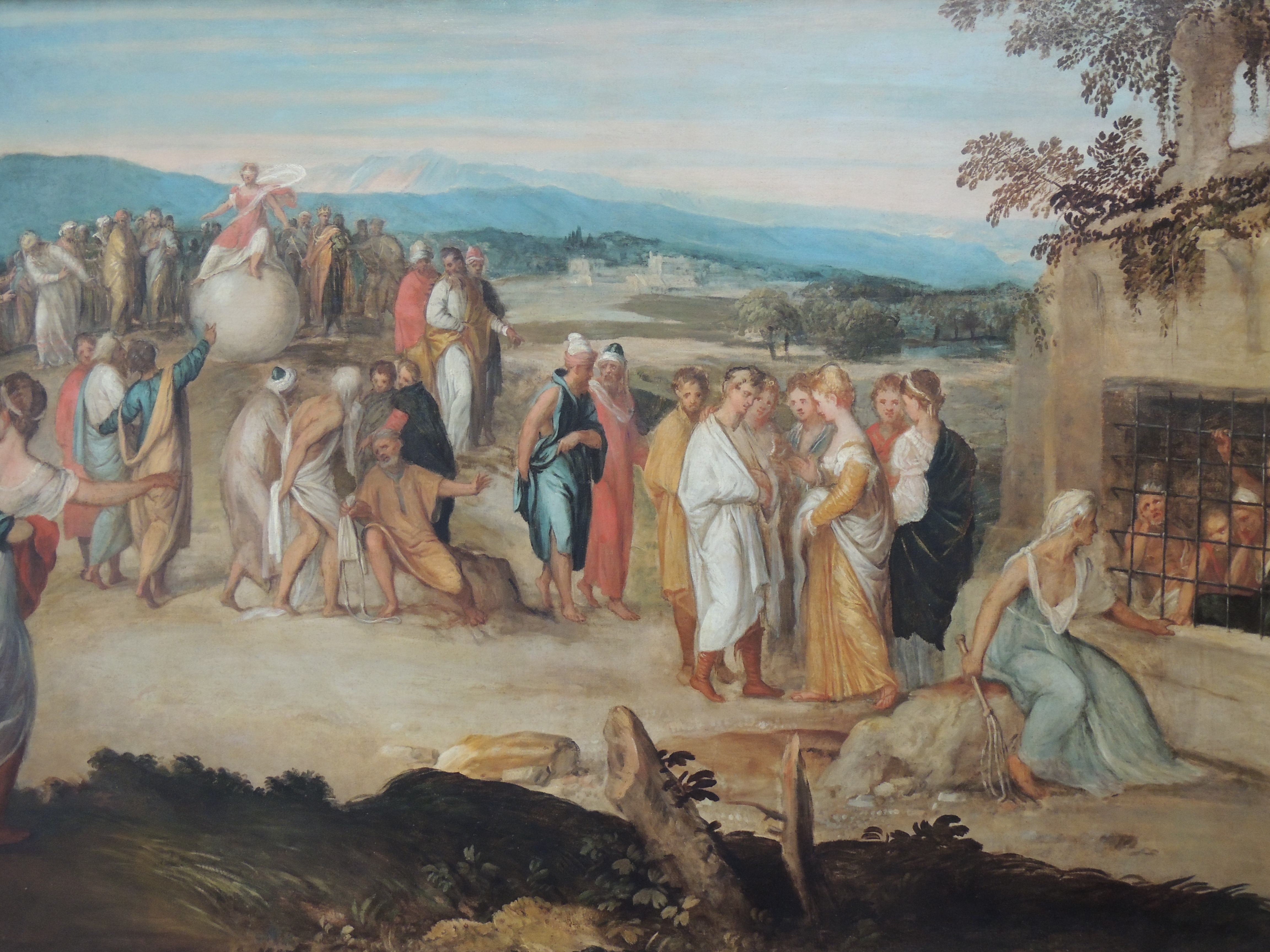
Allegorie der Fortuna, Öl auf Leinwand, Musée des Beaux-Arts, Besançon
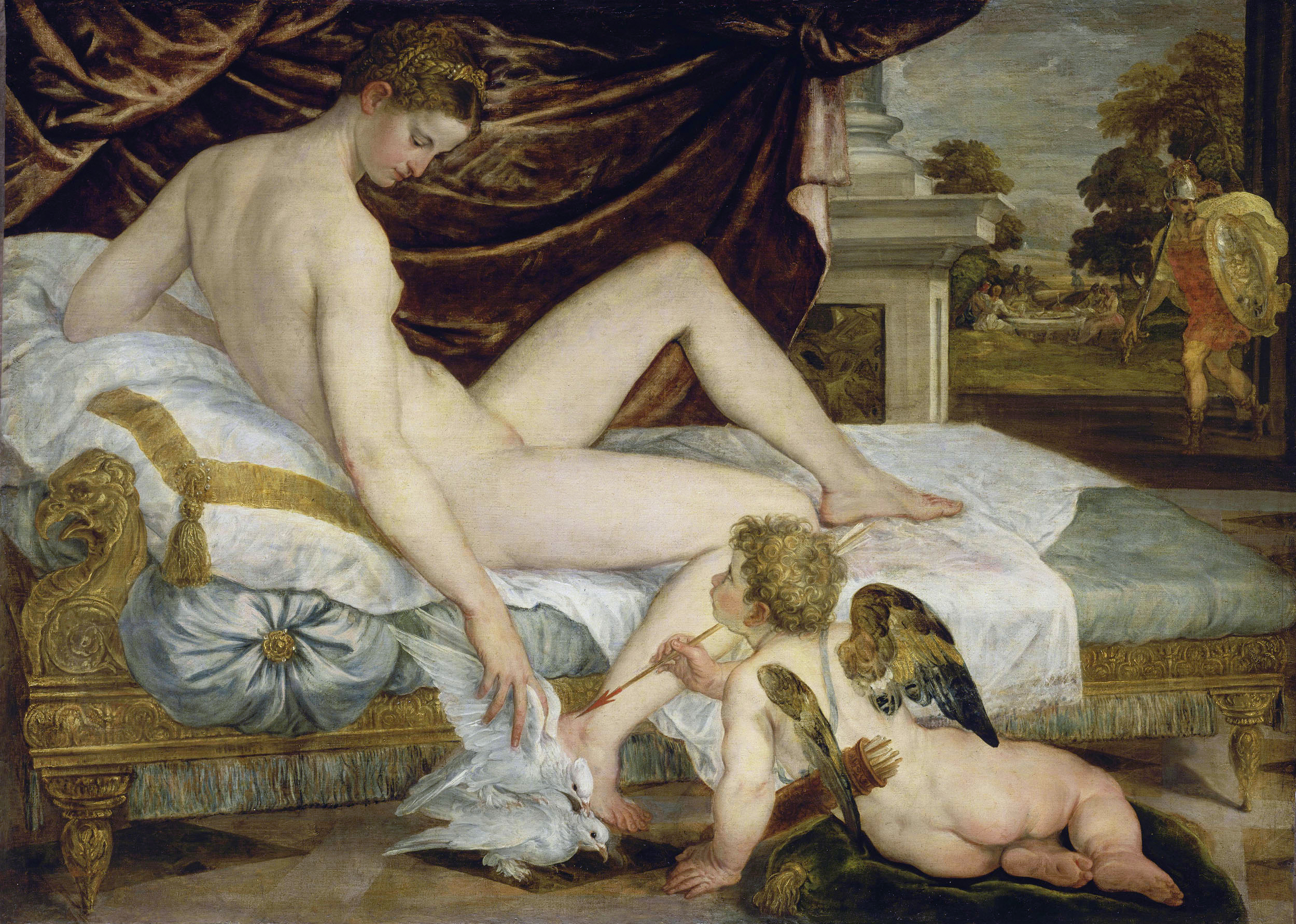
Venus und Cupido (1554), 132 × 184 cm, Öl auf Leinwand, Louvre, Paris
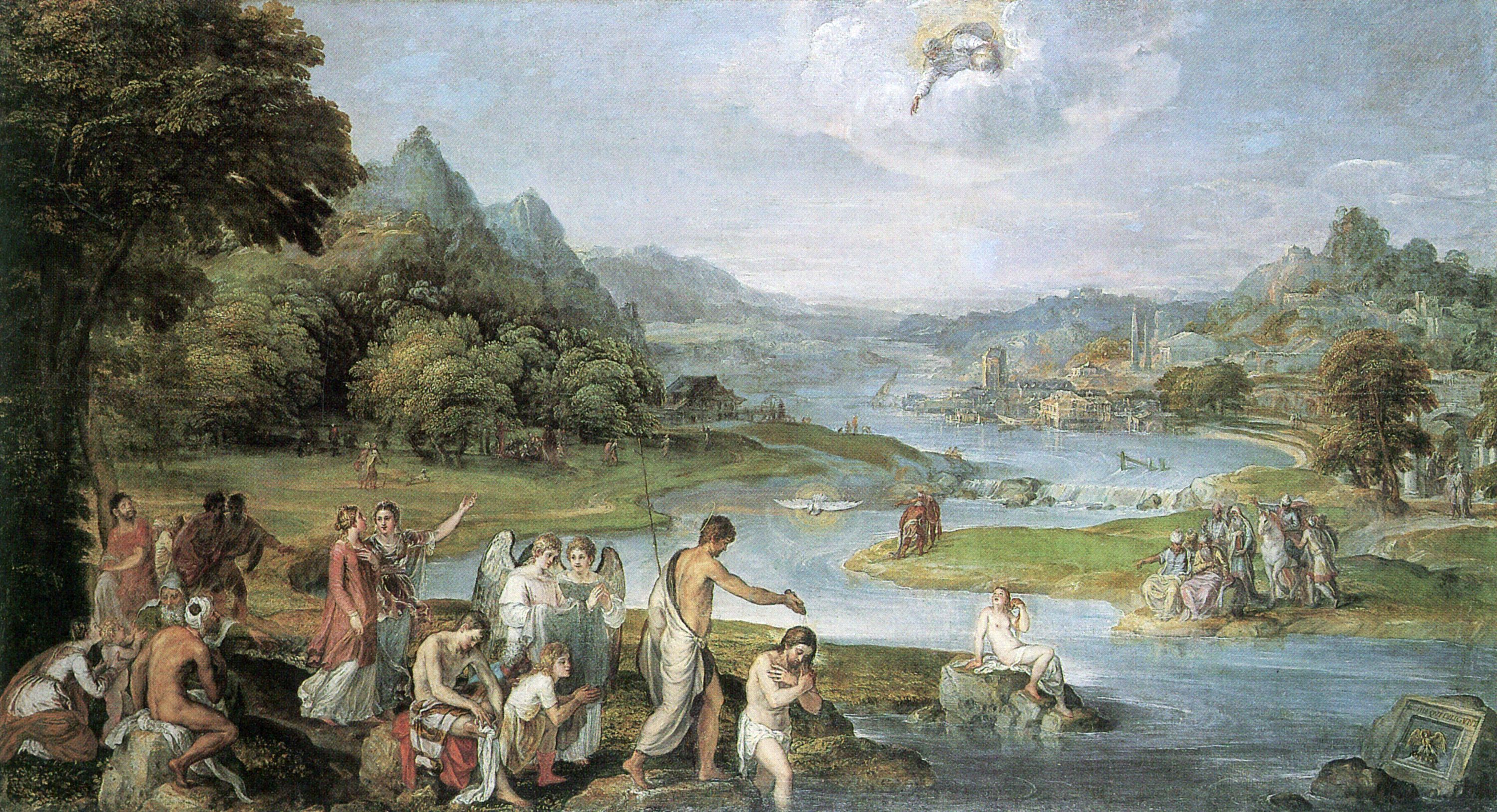
Taufe Christi, 129,4 × 263,1 cm, Öl auf Leinwand